# Kupeornis
Genre
Kupeornis est un ancien genre de passereaux de la famille des Leiothrichidae. Il comprenait jadis 3 espèces, désormais inclus dans le genre Turdoides.

## Liste des espèces
- Kupeornis chapini Schouteden, 1949 — Phyllanthe de Chapin, Timalie de Chapin
  - Kupeornis chapini chapini Schouteden, 1949
  - Kupeornis chapini kalindei (Prigogine, 1964)
  - Kupeornis chapini nyombensis (Prigogine, 1960)
- Kupeornis gilberti Serle, 1949 — Phyllanthe à gorge blanche, Timalie à gorge blanche, Timalie montagnarde
- Kupeornis rufocinctus (Rothschild, 1908) — Phyllanthe à collier roux, Timalie à collier rouge, Timalie à collier roux